# 日本国外で放送された日本のテレビドラマ
この項では、日本国外で放送された日本のドラマについて記す。

## 日本のテレビドラマを定期的に放送している日本国外のテレビ局

### 日本資本
- NHKワールド JAPAN（日本国際放送）・テレビジャパン（NHKコスモメディアアメリカ）・JSTV（NHKコスモメディアヨーロッパ）
  - 日本放送協会（NHK）の国際放送。テレビジャパン、JSTVについては、民放（WOWOW含む）のドラマも一部放送されている。
- FCI（Fujisankei Communications International）
  - アメリカ合衆国で番組放送を行っている（但し独自チャンネルは持たず、ニューヨーク周辺では地元地上波放送局、ロサンゼルスではケーブルテレビ専門局、ホノルルでは地上波、ケーブルテレビ両方を通じ放送）フジテレビの現地法人。同局および関西テレビ制作の相当数のドラマが放送されている。
- NIPPON TV Channnel（日本テレビ放送網）
  - FCIと同様にアメリカ合衆国で番組放送を行っている。こちらは独自チャンネルを保有しており、衛星放送ディレクTVやケーブルテレビ局などに供給している[1]。

### 現地資本
- 緯來日本台（VIDEOLAND JAPAN　台湾）
  - 毎週、「富士哈日劇」の枠でフジテレビ・関西テレビ制作ドラマを、「一番偶像劇」枠で日本テレビ・よみうりテレビ系、TBS・MBS系、テレビ朝日・ABC系のドラマをそれぞれ放送している。NHKの番組についても連続テレビ小説やNHK大河ドラマを放送する場合がある。
- KIKU-TV（ハワイ州）
  - ゴールデンタイムに日本語放送を行っている地上波放送局。同局では定期的にTBS系ドラマが英語字幕付で放送されている他、テレビ朝日系ドラマやNHK大河ドラマも放送されている。過去には人造人間キカイダーなども放送され、現地の子供にブームを巻き起こした。
- NGN（Nippon Golden Network　ハワイ州）
  - 日本語ケーブルテレビ専門チャンネル。ゴールデンタイムに2時間のフジテレビ枠（FCI提供）がある他、TBS系やテレビ東京系、稀に日本テレビ系、TBS系、朝日放送製作のドラマを放送している。

そのほかに香港・タイ・マレーシア・シンガポール・インドネシアといったアジア周辺諸国のTV局との契約で放送されている。二カ国語方式で放送されていて、TV語源チャンネルで切り替わるシステムである。

## 放送されたドラマ

### NHK
- 朝の連続テレビ小説、同アンコール：特に1983年の作品『おしん』は約70ヵ国で深い人気を呼んでいる。
- NHK夜の連続ドラマ
- 金曜時代劇
- 金曜ドラマ
- 最後の戦犯
- 白洲次郎
- 新選組!! 土方歳三 最期の一日
- 聖徳太子
- 水曜ドラマ
- 大河ドラマ、同アンコール
- 中学生日記
- 土曜ドラマ
- ドラマ8
- ドラマ人間模様
- ハルとナツ 届かなかった手紙
- ビゴーを知っていますか
- 帽子
- 万葉ラブストーリー

その他、NHKワールドTV・テレビジャパン・JSTVなど国際放送等を通じ単発ドラマ多数。

### 日本テレビ・よみうりテレビ系
- anego
- 家なき子 (1994年のテレビドラマ)
- 演歌の女王
- お熱いのがお好き?
- 俺たちの旅(『前程錦繡』のタイトルで香港などで放送)
- 金田一少年の事件簿
- 家政婦のミタ
- ガラスの靴
- キイナ〜不可能犯罪捜査官〜
- 教師夏休み物語
- 喰いタン・喰いタン2
- グッドラック
- 恋のバカンス
- ゴールデンボウル
- ごくせん・ごくせん2・ごくせん3
- サービス
- 斉藤さん
- 西遊記（英国で"Monkey"というタイトルで放送された）
- ザ・シェフ
- CAとお呼びっ!
- 女王の教室
- 姿三四郎（1970年の竹脇無我主演のもの。香港･中国で放送）
- スーパーロボット レッドバロン
- 世紀末の詩
- たたかうお嫁さま
- 探偵学園Q
- デッサン
- 日本のシンドラー杉原千畝物語 六千人の命のビザ
- 野ブタ。をプロデュース
- ハケンの品格
- 働きマン
- 87%
- ハルモニア この愛の涯て
- バンビ〜ノ!
- P.A.
- 光とともに…
- 貧乏男子 ボンビーメン
- プリマダム
- ぼくらの勇気 未満都市
- ホタルノヒカリ
- マイ☆ボス マイ☆ヒーロー
- 真夏のメリークリスマス
- 名探偵コナン10周年ドラマスペシャル「工藤新一への挑戦状〜さよならまでの序章（プロローグ）〜」
- 桃太郎侍(ハワイなどで放送)
- 星の金貨、続・星の金貨、新・星の金貨
- ヤスコとケンジ
- 夜逃げ屋本舗シリーズ
- LOVE&PEACE

### テレビ朝日・朝日放送系
- 相棒シリーズ（初代―7）
- 赤ひげ (1997年)
- エースをねらえ!
- エラいところに嫁いでしまった!
- OLヴィジュアル系
- おみやさん
- 科捜研の女、新・科捜研の女
- 仮面ライダーシリーズ
- 菊次郎とさき、菊次郎とさき2、菊次郎とさき3
- 疑惑
- 黒革の手帖
- 刑事一代 平塚八兵衛の昭和事件史
- 交渉人〜THE NEGOTIATOR〜
- ゴンゾウ 伝説の刑事
- サラリーマン金太郎
- 三匹が斬る
- 痛快!三匹のご隠居
- 時効警察・帰って来た時効警察
- 7人の女弁護士
- 将軍の隠密!影十八
- 女帝
- 新選組血風録（1998年）
- スーパー戦隊シリーズ（ローカライズ版の『パワーレンジャー』とは別に、韓国などのアジア圏で放送）
- 生徒諸君!
- 凄絶!嫁姑戦争 羅刹の家
- タイムリミット
- 着信アリ
- 忠臣蔵
- ツーハンマン
- テレサ・テン物語〜私の家は山の向こう
- 天罰屋くれない 闇の始末帖
- 動物のお医者さん
- 土曜ワイド劇場
- トリック
- 熱血!周作がゆく
- 眠狂四郎
- はぐれ刑事純情派
- 八丁堀の七人
- 必殺仕事人2009
- 白虎隊
- 氷点
- びんぼう同心御用帳
- 富豪刑事シリーズ
- 加山雄三のブラック・ジャック
- ホテリアー
- 松本清張 けものみち
- 松本清張 点と線
- 名奉行! 大岡越前
- 名奉行 遠山の金さん
- 四つの嘘
- 離婚旅行
- 流転の王妃・最後の皇弟
- 霊感バスガイド事件簿

### TBS・MBS系
- あいくるしい
- 愛していると言ってくれ
- 愛するために愛されたい
- 愛の劇場
  - あっとほーむ
  - 温泉へ行こうシリーズ
  - 大好き!五つ子シリーズ
  - たのしい幼稚園
  - 天までとどけシリーズ
  - ほーむめーかー
- 青い鳥
- 青の時代
- 赤いシリーズ(中国などで放送)
  - 赤い疑惑
  - 赤い衝撃
- あきまへんで!
- 明智小五郎対怪人二十面相
- 浅草ふくまる旅館
- 新しい風
- 天城越え
- Around40〜注文の多いオンナたち〜
- ある愛の詩
- あんどーなつ
- 池袋ウエストゲートパーク
- いま、会いにゆきます
- 美しい人
- 海まで5分
- ウメ子
- ウルトラシリーズ
  - ウルトラQ
  - ウルトラマン
  - ウルトラセブン
  - 帰ってきたウルトラマン
  - ウルトラマンA
- エ・アロール
- H2～君といた日々
- 笑顔の法則
- エジソンの母
- おいしいプロポーズ
- 織田信長 天下を取ったバカ
- おとうさん
- オトナの男
- オヤジぃ。
- オレンジデイズ
- 怪奇大作戦(全26話のうち、13話分がドイツで放送)
- 輝け隣太郎
- ガッコの先生
- カミさんなんかこわくない
- 硝子のかけらたち
- 華麗なる一族
- キッズ・ウォー
- 君が教えてくれたこと
- 君が人生の時
- 教習所物語
- 協奏曲
- きらきら研修医
- 金のたまご
- 金曜日の恋人たちへ
- グッドニュース
- GOOD LUCK!!
- クロサギ
- 刑事イチロー
- 結婚しようよ!
- 月曜ミステリー劇場
- 恋がしたい恋がしたい恋がしたい
- 恋の時間
- 恋を何年休んでますか
- 高原へいらっしゃい
- こちら第三社会部
- こちら本池上署
- 最後の恋
- 佐々木夫妻の仁義なき戦い
- さとうきび畑の唄
- 里見八犬伝
- Summer Snow
- サラリーマン金太郎 シリーズ
- 3年B組金八先生シリーズ（第4 - 7シリーズ）
- 幸せになりたい!
- しあわせのシッポ
- 地獄の沙汰もヨメ次第
- Gメン'75(『猛龍特警隊』のタイトルで香港･台湾などで放送)
- 週末婚
- ジョシデカ!-女子刑事-
- 新キッズ・ウォー
- 人生は上々だ
- Sweet Season
- 末っ子長男姉三人
- 少しは、恩返しができたかな
- スチュワーデス物語
- ストーカー・誘う女
- セーラー服と機関銃（2006年版）
- 世界の中心で、愛をさけぶ
- 先生知らないの?
- その気になるまで
- タイヨウのうた
- チープラブ
- 長男の嫁
- 鉄板少女アカネ!!
- 天国に一番近い男
- To Heart 〜恋して死にたい〜
- 逃亡者 RUNAWAY
- 独身生活
- 特命!刑事どん亀
- 年下の男
- 智子と知子
- ドラゴン桜
- なにさまっ!
- 女系家族
- バツ彼
- Happy!
- 花嫁は厄年ッ!
- 花より男子シリーズ
- パパとムスメの7日間
- ハンチョウ〜神南署安積班〜
- 半沢直樹
- 樋口一葉物語
- ビッグウイング
- ひと夏のパパへ
- ひと夏のプロポーズ
- ひとりぼっちの君に
- 百年の物語
- 白夜行
- ビューティフルライフ
- 広島 昭和20年8月6日
- 夫婦。
- 夫婦道
- PU-PU-PU-
- ふたりのシーソーゲーム
- ブラザー☆ビート
- ブラック・ジャック（本木版）
- ブラックジャックによろしく
- プリティガール
- Friends
- フレンズ (2002年のテレビドラマ)
- ベストパートナー
- ぼくが地球を救う
- ホットマン、ホットマン2
- HOTEL
- 本日も晴れ。異状なし
- マイリトルシェフ
- まかせてダーリン
- 魔女の条件
- 真夏のメリークリスマス
- 真昼の月
- ママの遺伝子
- 真夜中の雨
- マリア
- 昔の男
- めぐり逢い
- モーニング娘。新春!LOVEストーリーズ
- 元カレ
- 夜王 〜YAOH〜
- 山田太郎ものがたり
- 夢で逢いましょう
- 嫁はミツボシ。
- L×I×V×E
- 理想の上司
- 流星の絆
- ROOKIES
- 輪舞曲
- 渡る世間は鬼ばかりシリーズ
- きみはペット（2003年版）

### テレビ東京系
- 女と愛とミステリー→水曜ミステリー9
- 刺客請負人
- 逃亡者 おりん

### フジテレビ・関西テレビ系
- 愛をください
- 愛という名のもとに
- OUT〜妻たちの犯罪〜
- アタシんちの男子
- アテンションプリーズ （2006年）
- あなたの隣に誰かいる
- 暴れん坊ママ
- アフリカの夜
- アンティーク 〜西洋骨董洋菓子店〜
- アンフェア
- あんみつ姫(井上真央主演)
- いつかまた逢える
- いつもふたりで
- 愛し君へ
- イノセント・ラヴ
- 妹よ
- 医龍-Team Medical Dragon-シリーズ
  - 医龍-Team Medical Dragon-
  - 医龍-Team Medical Dragon-2
- ウォーターボーイズシリーズ
  - ウォーターボーイズ
  - ウォーターボーイズ2
- 海猿
- Age,35 恋しくて
- エンジン
- おいしい関係
- 大奥シリーズ
- オトメン（乙男）
- 鬼平犯科帳シリーズ
- 鬼嫁日記
- お見合い結婚
- お水の花道・新・お水の花道
- 女の一代記 瀬戸内寂聴・出家とは生きながら死ぬこと
- 顔
- 風のガーデン
- 彼女たちの時代
- カバチタレ!
- 神様、もう少しだけ
- ガリレオ
- 危険なアネキ
- 北の国から
- 君が想い出になる前に
- 君といた夏
- 救命病棟24時シリーズ
- 金曜エンタテイメント→金曜プレステージ
- クニミツの政
- 剣客商売シリーズ
- 恋におちたら〜僕の成功の秘密〜
- 恋ノチカラ
- 御家人斬九郎シリーズ
- 小早川伸木の恋
- 今週、妻が浮気します
- 西遊記
- 座頭市(TVシリーズ。ハワイなどで放送)
- サプリ
- さよなら、小津先生
- GTO
- 鹿男あをによし
- ショムニシリーズ
- 白い巨塔
2003〜04年放送分
1978〜79年放送分
- 水曜日の情事
- 素顔のままで
- スローダンス
- 絶対彼氏。
- セミダブル
- セレブと貧乏太郎
- 大空港(1979年の月9刑事ドラマ。東ドイツで放送)
- 太陽と海の教室
- TEAM
- CHANGE
- ちびまる子ちゃん
- 翼の折れた天使たち
- 出るトコ出ましょ!
- 天気予報の恋人
- 天才柳沢教授の生活
- 電車男
- 天体観測
- 東京タワー 〜オカンとボクと、時々、オトン〜
- 東京DOGS
- 東京ラブストーリー
- 東京湾景
- ドク
- Dr.コトー診療所シリーズ
  - Dr.コトー診療所
  - Dr.コトー診療所2006
- トップキャスター
- NIGHT HEAD
- ナースのお仕事シリーズ
- ニューヨーク恋物語
- 人間の証明
- のだめカンタービレ
- バスストップ
- ハチワンダイバー
- 服部半蔵 影の軍団シリーズ
- 花ざかりの君たちへ〜イケメン♂パラダイス〜
- ビギナー
- 美女か野獣
- ひとつ屋根の下
- 101回目のプロポーズ
- ファースト・キス
- プロポーズ大作戦
- FIRE BOYS〜め組の大吾〜
- ファイティングガール
- 不信のとき〜ウーマン・ウォーズ〜
- 不毛地帯
- プライド
- プラトニック・セックス
- 古畑任三郎シリーズ
- 弁護士 灰島秀樹
- 編集王
- ホーム&アウェイ
- 僕だけのマドンナ
- 僕と彼女と彼女の生きる道
- 僕の生きる道
- 僕らに愛を!
- BOSS
- ほんとにあった怖い話
- 曲がり角の彼女
- マザー&ラヴァー
- マルサ!!東京国税局査察部
- まるまるちびまる子ちゃん
- みにくいアヒルの子
- メイちゃんの執事
- めだか
- モナリザの微笑
- 役者魂!
- 優しい時間
- 山おんな壁おんな
- やまとなでしこ
- 世にも奇妙な物語
- LIAR GAME
- ライフ
- ラストクリスマス
- ラスト・フレンズ
- ラブコンプレックス
- ランチの女王
- 離婚弁護士シリーズ
  - 離婚弁護士
  - 離婚弁護士II〜ハンサムウーマン〜
- リップスティック
- 恋愛結婚の法則
- 恋愛偏差値
- ロス:タイム:ライフ
- ロング・ラブレター〜漂流教室〜
- わたしたちの教科書
- ワンダフルライフ

### WOWOW
- アウトリミット
- センセイの鞄
- CHiLDREN
- ドラマW 巷説百物語 狐者異
- 娘の結婚